# Sala de jantar (Signac)
Sala de jantar (em língua francesa: La salle à manger) ou Pequeno-almoço, é uma pintura a óleo sobre tela realizada pelo artista francês Paul Signac entre 1886-1887. Este trabalho, ao estilo pontilhista, mostra uma família burguesa, a de Signac, a tomar o seu pequeno-almoço. Em primeiro plano está o avô do artista, Jules Signac; perto de si, a criada; e mais à esquerda observa-se a mãe de Signac a beber chá. Entre as três figuras não se visualiza qualquer comunicação. A cena é iluminada pela luz que emana da janela, criando fortes contrastes de formas e estruturas. As cores variam desde as mais pálidas até às mais fortes. Esta pintura tem origem numa ilustração que o artista realizou para o jornal francês La Vie moderne em Abril de 1887.